# Hugues Roger III de Pallars Sobirà
Hugues Roger III de Pallars Sobirà (né vers 1430 - mort le 26 novembre 1508 au château de Xàtiva) est comte de Pallars Sobirà de 1451 à 1487 et baron de Ponts de 1478 à 1487.

## Biographie

### Jeunesse
Hugues Roger nait vers 1430. Ses parents sont le comte de Pallars Sobirà, Arnaud Roger IV et Jeanne de Cardona. Il est donc le neveu du comte de Cardona. À la mort de son père, en 1451, il hérite de son titre comtal.

### La guerre civile et ses suites
En 1461, Hugues Roger III fait partie de la délégation catalane qui réclame au roi d'Aragon Jean II la libération de Charles de Viane, fils de Jean II et héritier du royaume de Navarre de sa mère Blanche Ire. À la suite de la mort du prince, dans des conditions troubles, éclate en 1462 la guerre civile catalane, qui oppose Jean II aux principales représentations du pouvoir catalan, la Députation de la Généralité et le Conseil de Cent. Le conflit est cependant plus profond, car il oppose les rois d'Aragon qui entendent substituer un pouvoir royal fort à la tradition du pactisme cher à l'oligarchie urbaine catalane.
Hugues Roger III prend la tête des forces armées de la Généralité. En 1462, il assiège la reine, Jeanne Enríquez, et l'infant Ferdinand au château de Gérone, puis part défendre la ville de Barcelone. Il est député de la Généralité entre 1464 et 1467, mais il est fait prisonnier par Jean II en 1466. Il est finalement libéré en 1470, tandis que les troupes royales reprennent le contrôle de la majeure partie de la Catalogne et de Barcelone, qui capitule le 8 octobre 1472. Jean II accorde une amnistie générale et la Capitulation de Pedralbes, signée le 24 octobre 1472, marque la fin du conflit, sans réel vaincu ni vainqueur, sauf Hugues Roger III qui est exclu de l'amnistie par le roi.
Hugues Roger III se réfugie sur ses terres de Pallars Sobirà où il organise la résistance. En 1475, il finit par obtenir une trêve. Il épouse en 1478 Catherine Albert i de Cardona, fille d'un noble du Roussillon, Felip Albert, apparentée par sa mère, Violante de Cardona, à la  même famille des Cardona. Elle lui apporte la seigneurie de Ponts. En 1480, il fait sa soumission et gagne le pardon du successeur de Jean II, Ferdinand II, pour ses partisans et pour lui-même.
Mais la lutte reprend en 1484 et Ferdinand II confie au comte de Cardona Jean Raymond Foulques III le soin de conquérir le Pallars. À l'hiver 1486, tandis que sa femme défend le château comtal d'Àneu, Hugues Roger III passe en France avant que les neiges bloquent les routes, dans le but de demander l'aide du roi de France Charles VIII. La comtesse résiste jusqu'au 30 juin 1487, et la forteresse est livrée le 10 juillet à Jean Raymond Foulques IV, qui a poursuivi le combat de son père. La comtesse part à son tour vers la France pour rejoindre Hugues Roger III.

### L'exil en France
Hugues Roger III poursuit la lutte depuis la France, grâce aux subsides que lui donne Charles VIII. Mais en 1491, à la suite d'un procès engagé par le roi d'Aragon, Hugues Roger III et son épouse sont condamnés pour rébellion à la peine de mort et leurs terres confisquées. Le comté de Pallars Sobirà est alors donné à Jean Raymond Foulques IV, avec titre de marquis.
Hugues Roger III participe par la suite aux guerres d'Italie et à l'expédition française à Naples en 1495. À la mort de Charles VIII en 1498, sa situation se dégrade car il n'a pas la faveur du nouveau roi, Louis XII. Il continue à gagner sa vie comme capitaine dans l'armée française en Italie. Il est fait prisonnier lors de la troisième guerre d'Italie en 1503 par le Gran Capitán, Gonzalve de Cordoue, à la suite de la prise du Castel Nuovo de Naples par les Espagnols. Il est ramené à Barcelone, où le roi Ferdinand II commue sa peine de mort à la réclusion à vie dans le château de Xàtiva.

### Mort
C'est dans sa prison de Xàtiva que Hugues Roger III s'éteint le 26 novembre 1508.

## Mariages et descendance
Hugues Roger III épouse en 1478 Catherine Albert i de Cardona, fille d'un noble du Roussillon, Felip Albert, et apparentée par sa mère, Violante de Cardona, à la puissante famille des comtes de Cardona. Cette union reste stérile.
Il a en outre deux filles illégitimes :
- Elisabeth ;
- Jeanne.